# 4257 Ubasti
4257 Ubasti è un asteroide near-Earth. Scoperto nel 1987, presenta un'orbita caratterizzata da un semiasse maggiore pari a 1,6470205 au e da un'eccentricità di 0,4684628, inclinata di 40,71357° rispetto all'eclittica.